# Жакаш
Жака́ш (до 6 июля 1997 года — Фру́нзе, каз. Жақаш) — аул в Байзакском районе Жамбылской области Казахстана, административный центр Суханбаевского сельского округа. Код КАТО — 313647100.

## География
Аул расположен в южной части Байзакского района, в 25 километрах к северо-востоку от районного центра села Сарыкемер, примерно в 30 километрах к северо-востоку от областного центра города Тараз. Ближайшая железнодорожная станция Акчулак — расположена в 16 километрах к юго-востоку от аула (по дороге — 20,2 км). Соседние населённые пункты: Туймекент в 2 километрах к северо-западу, Карасу в 2 километрах к северу, Кокбастау в 3 километрах к югу. Транспортное сообщение осуществляется по автодороге КН-6 (Акчулак — Туймекент — Сарыкемер — Тараз). Высота центра населённого пункта — 501 метров над уровнем моря.

## Население
| Численность населения | Численность населения | Численность населения |
| 1989                  | 1999                  | 2009                  |
| --------------------- | --------------------- | --------------------- |
| 1052                  | ↘1005                 | ↘640                  |